# Ouafic
Ouafic é um distrito da província de Tizi Ouzou, no norte da Argélia. Em 2008, sua população era de 24 947 habitantes.